# 壁紙博物館

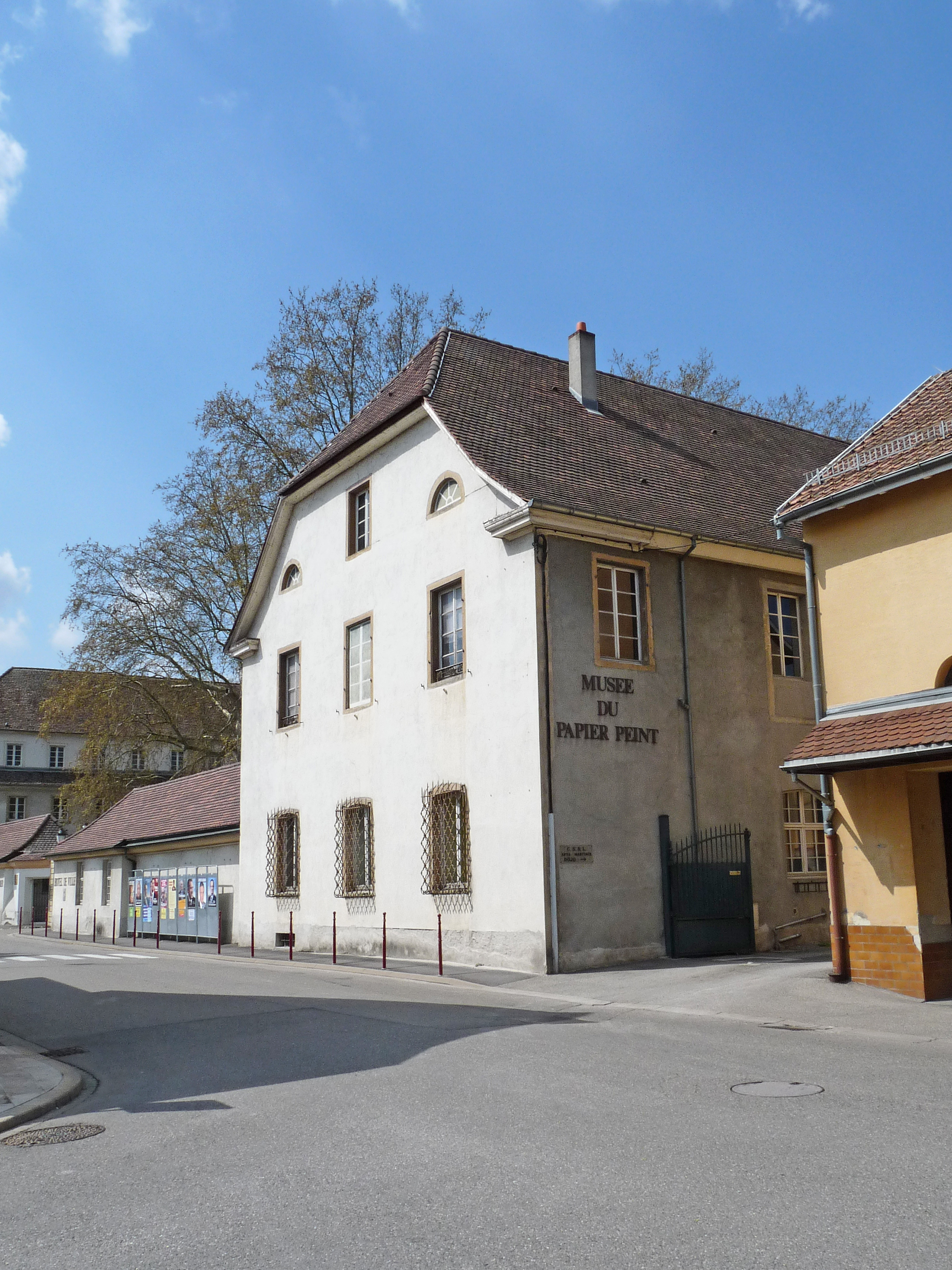
壁紙博物館の外観

壁紙博物館（かべがみはくぶつかん、Musée du Papier Peint）は、フランスのアルザス地域圏ミュルーズ近郊のリークスエムにある博物館。かつてのリークスエムはパリのフォブール・サン・タントワーヌと並ぶ壁紙の名産地として知られていた。
博物館の建物は騎士修道会の本部として使われていた建物を利用している。1797年に創業した壁紙工房のアトリエが、1983年に博物館として開館した。
館内には約130,000点にも及ぶ国内外のスタイルの資料が所蔵され、うち約30,000点は18世紀以降に制作された作品の原本である。